# رابرت زیمر
رابرت جفری زیمر (به انگلیسی: Robert Jeffrey Zimmer)؛ (۵ نوامبر ۱۹۴۷–۲۳ مه ۲۰۲۳)، ریاضی‌دان امریکایی، مدیر دانشگاهی بود که چنسلر دانشگاه شیکاگو نیز بود. او از ۲۰۰۶ تا ۲۰۲۱ میلادی، سیزدهمین پرزیدنت دانشگاه شیکاگو و مسئول هیئت مدیره آزمایشگاه ملی آرگون، آزمایشگاه شتاب‌دهنده ملیِ فرمی، و آزمایشگاه زیست‌شناسی دریایی بود. تخصص زیمر به عنوان یک ریاضیدان در هندسه، به‌خصوص نظریه ارگودیک، گروه‌های لی و هندسه دیفرانسیل بود.

## آثار ریاضیاتی
آثار ریاضیاتی زیمر حول کنش‌های گروهی روی منیفلدها و فضاهای کلی تر می‌چرخد، به طوری که این کنش‌ها کاربردهایی در توپولوژی و هندسه دارند. بسیاری از آثار او در حوزه‌ای قرار دارد که اکنون به «برنامه زیمر» معروف گشته و هدف آن فهم کنش گروه‌های لی نیم-ساده و زیرگروه‌های گسسته‌شان بر روی منیفلدهای دیفرانسیل‌پذیر است.